# Czartownia
Czartownia – część wsi Józefowo w Polsce, położona w województwie mazowieckim, w powiecie sierpeckim, w gminie Szczutowo.
W latach 1975–1998 miejscowość administracyjnie należała do województwa płockiego.